# Badshot Lea
Badshot Lea är en by i Surrey i England. Byn är belägen 13,5 km 
från Guildford. Orten har 1 599 invånare (2015).